# اوبازا
اوبازا (به فرانسوی: Aubazat) یک کمون در فرانسه است که در canton of Lavoûte-Chilhac واقع شده‌است. اوبازا ۱۶٫۳۸ کیلومتر مربع مساحت دارد ۶۴۰ متر بالاتر از سطح دریا واقع شده‌است.